# IPod shuffle
Az iPod shuffle egy digitális zenelejátszó-sorozat, melyet az Apple Inc. tervez és forgalmaz 2005. január 11. óta. Az iPod család többi tagjától főként annyiban különbözik, hogy nem rendelkezik kijelzővel és az összes közül a legkisebb. A sorozat első tagját 2005. január 11-én mutatták be a Macworld Conference & Expón, és az volt az első az iPodok közül, amely flashmemóriát használt a korábban használt merevlemez helyett. A legújabb, negyedik generációs változat 2010. szeptember 1-jén jelent meg. Az Apple 2017. július 27-én megszüntette az iPod shuffle termékek forgalmazását.

## Történet

### Első generáció
A sorozatot elindító első modellt 2005. január 11-én mutatták be a 2005-ös Macworldön 512 MB-os és 1 GB-os méretben.

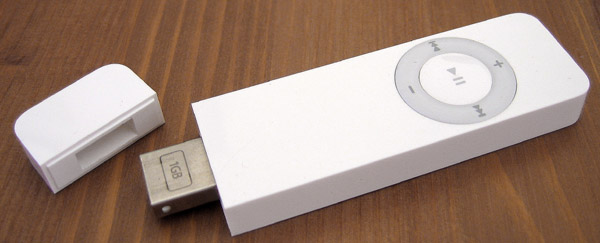
Egy első generációs iPod shuffle leszedett védőkupakkal. A kupak helyett egy nyakpántot is lehet csatlakoztatni az iPodra.

 A "Life is random" szlogennel került reklámozták.

### Második generáció

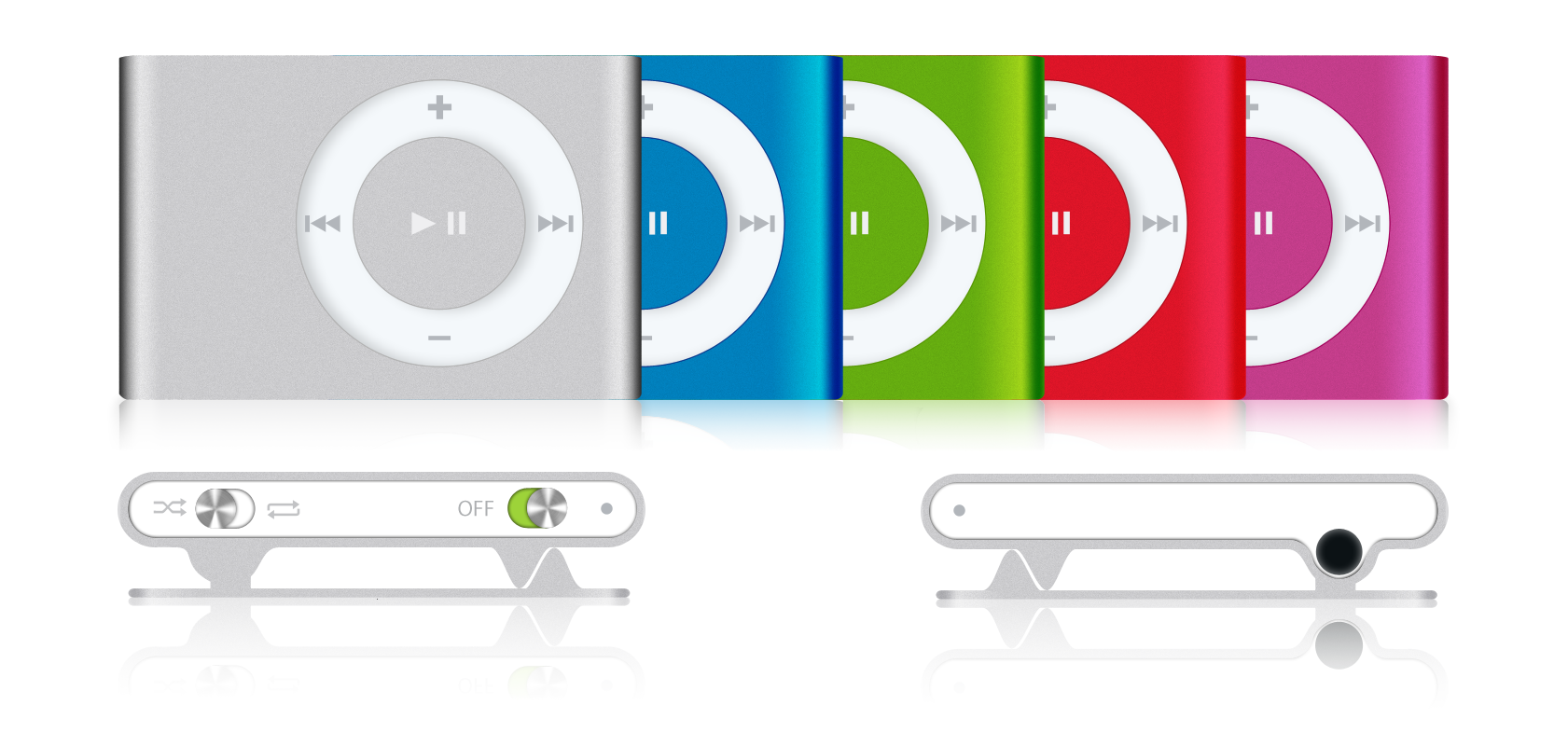
A második generációs iPod shuffle összesen 9 színben jelent meg.

### Harmadik generáció

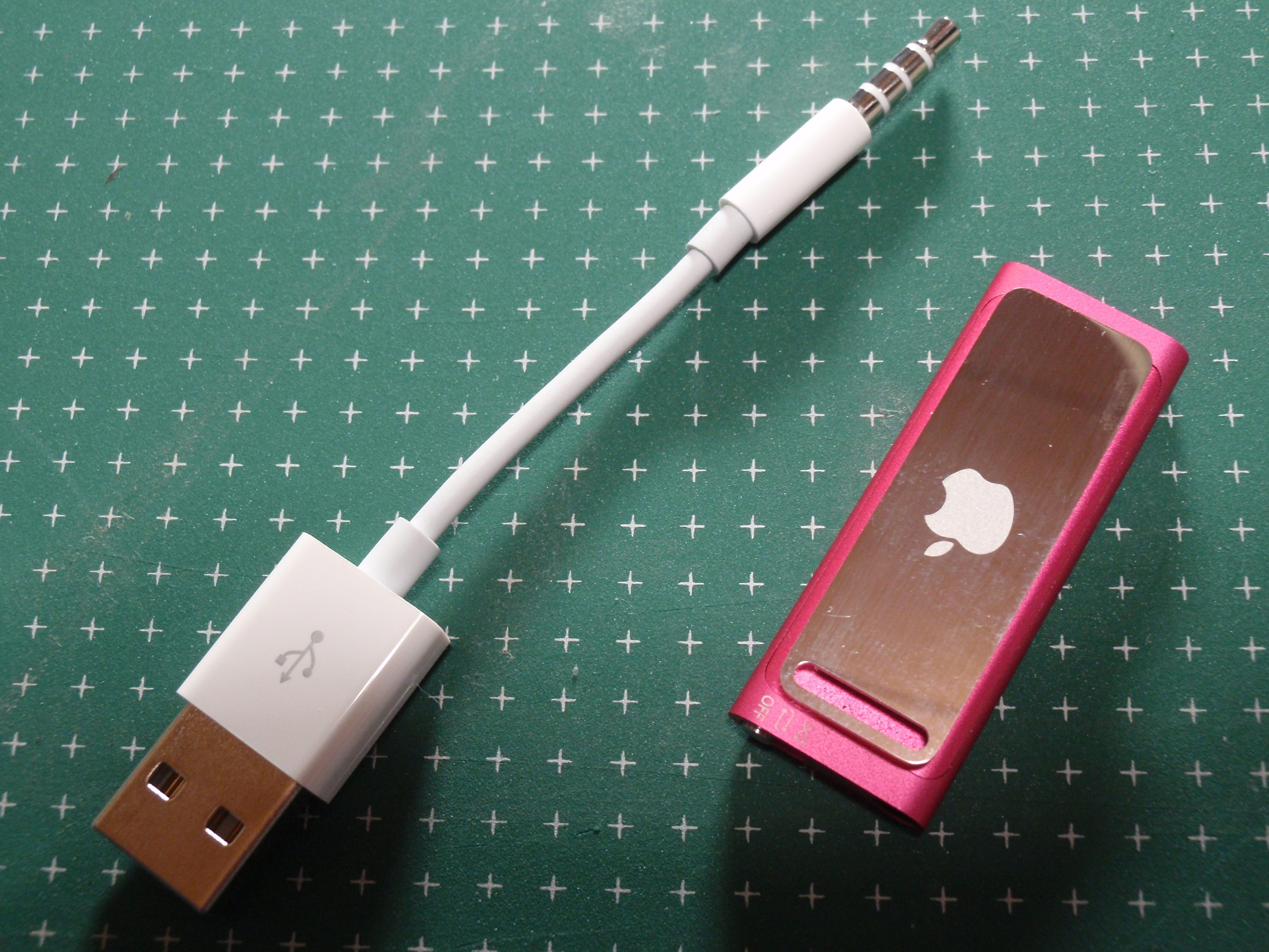
Az iPod shuffle harmadik generációjában eltüntették a gombokat, a zenéket léptetni a mellékelt fülhallgatón lévő gombokkal lehet.

2009. március 11-én jelent meg.

## Összehasonlítás
| Generáció | Kép                                                                            | Tárhely                                                         | Színvariációk                         | Megjelenés           | Méret                      | Üzemidő |
| --------- | ------------------------------------------------------------------------------ | --------------------------------------------------------------- | ------------------------------------- | -------------------- | -------------------------- | ------- |
| Első      |                                                                                | 512 MB                                                          | Fehér                                 | 2005. január 11.     | 85 mm x 25 mm x 8,5 mm     | 12 óra  |
| Első      | 1 GB                                                                           |                                                                 | Fehér                                 | 2005. január 11.     | 85 mm x 25 mm x 8,5 mm     | 12 óra  |
| Második   |                                                                                | 1 GB                                                            | Ezüst                                 | 2006. szeptember 12. | 41,2 x 27,3 x 10,5 mm      | 12 óra  |
| Második   | 1 GB                                                                           | Ezüst Kék Zöld Narancssárga Rózsaszín                           | 2007. január 30.                      |                      | 41,2 x 27,3 x 10,5 mm      | 12 óra  |
| Második   | 1 GB                                                                           | Ezüst Világoskék Világoszöld Lila Product Red különleges kiadás | 2007. szeptember 5.                   |                      | 41,2 x 27,3 x 10,5 mm      | 12 óra  |
| Második   | 2 GB                                                                           | Ezüst Világoskék Világoszöld Lila Product Red különleges kiadás | 2008. február 19.                     |                      | 41,2 x 27,3 x 10,5 mm      | 12 óra  |
| Második   | 1 GB                                                                           | Ezüst Kék Zöld Rózsaszín Product Red különleges kiadás          | 2008. szeptember 9.                   |                      | 41,2 x 27,3 x 10,5 mm      | 12 óra  |
| Második   | 2 GB                                                                           | Ezüst Kék Zöld Rózsaszín Product Red különleges kiadás          | 2008. szeptember 9.                   |                      | 41,2 x 27,3 x 10,5 mm      | 12 óra  |
| Harmadik  |                                                                                | 4 GB                                                            | Ezüst Fekete                          | 2009. március 11.    | 45,2 mm × 17,5 mm × 7,8 mm | 10 óra  |
| Harmadik  | 2 GB                                                                           | Ezüst Fekete Kék Zöld Rózsaszín                                 | 2009. szeptember 9.                   |                      | 45,2 mm × 17,5 mm × 7,8 mm | 10 óra  |
| Harmadik  | 4 GB                                                                           | Ezüst Fekete Kék Zöld Rózsaszín Csiszolt rozsdamentes acél      | 2009. szeptember 9.                   |                      | 45,2 mm × 17,5 mm × 7,8 mm | 10 óra  |
| Negyedik  |                                                                                | 2 GB                                                            | Ezüst Kék Zöld Narancssárga Rózsaszín | 2010. szeptember 1.  | 29 mm × 31,6 mm × 8,7 mm   | 15 óra  |
| Negyedik  | Ezüst Fekete Kék Zöld Rózsaszín Lila Citromsárga Product Red különleges kiadás | 2 GB                                                            | 2012. szeptember 12.                  |                      | 29 mm × 31,6 mm × 8,7 mm   | 15 óra  |
| Negyedik  | Ezüst Kék Arany Rózsaszín Asztroszürke Product Red különleges kiadás           | 2 GB                                                            | 2015. július 15.                      |                      | 29 mm × 31,6 mm × 8,7 mm   | 15 óra  |